# Friedrich Platte
Friedrich Platte (* 14. September 1917 in Langerfeld; † 15. September 2009) war ein deutscher Politiker (SPD). Er war in den Jahren 1980 bis 1982 Oberstadtdirektor der Stadt Wuppertal.

## Leben
Friedrich Platte wurde am 26. April 1961 vom Wuppertaler Oberbürgermeister Dr. Heinz Frowein als Beigeordneter vereidigt. Er stand bereits seit 1945 im Dienst der Stadt. Auf den Bereichen Jugend und Bildung begründete er den Schwerpunkt seiner Arbeit. Am 15. Februar 1971 wurde er zum neuen Stadtdirektor gewählt. Ihm wurde am 14. September 1977, zu seinem 60. Geburtstag, den Ehrenring der Stadt Wuppertal verliehen. Am 11. August 1978 wurde der Stadtdirektor und Sozialdezernent mit der Goldenen Ehrenmedaille des Bundes der Kriegsblinden ausgezeichnet. 
Am 25. August 1980 schlug die SPD ihn zum Nachfolger von Rolf Krumsiek als neuer Oberstadtdirektor vor. Obwohl die FDP dies ablehnte, erhielt er am 30. August 1980 die Ernennungsurkunde. Am 15. Juli 1982 überreichte ihm Ministerpräsidenten Johannes Rau das Verdienstkreuz Erster Klasse des Verdienstordens der Bundesrepublik Deutschland. Im Alter von 65 Jahren wurde er mit einer Feierstunde im Wuppertaler Schauspielhaus in den Ruhestand verabschiedet.